# Stillahavskejsarduva
Stillahavskejsarduva (Ducula pacifica) är en fågel i familjen duvor inom ordningen duvfåglar.

## Utseende och läte
Stillahavskejsarduvan är en stor duva med mestadels grå kropp, gröna vingar och en karakteristisk svart knöl ovan näbben. Ungfågeln liknar ökejsarduvan, men är mindre och mörkare, framför allt på vingarna. Lätet som ofta hörs är ett snabbt och bubblande "crrrroooooo".

## Utbredning och systematik
Stillahavskejsarduvan förekommer från öar utanför Nya Guinea österut till Cooköarna. Den delas in i två underarter med följande utbredning:
- Ducula pacifica sejuncta – förekommer på små öar utanför norra Nya Guinea, Ninigoöarna och Hermitöarna
- Ducula pacifica pacifica – förekommer från Louisiadeöarna till Salomonöarna, Samoa, Tonga, Niue och Cooköarna

## Status
Trots det begränsade utbredningsområdet och att den tros minska i antal anses beståndet vara livskraftigt av internationella naturvårdsunionen IUCN.